# Speleoithona eleutherensis
Speleoithona eleutherensis is een eenoogkreeftjessoort uit de familie van de Speleoithonidae. De wetenschappelijke naam van de soort is voor het eerst geldig gepubliceerd in 1991 door Rocha C.E.F. & Iliffe.